# 松尾一
松尾 一（まつお はじめ、英:MATSUO Hajime、1972年9月26日 - ）は、兵庫県尼崎市出身の元サッカー審判員（プロフェッショナルレフェリー、元国際審判員）である。

## 来歴
茨木市立南中学校、大阪府立茨木東高等学校卒業後、大阪電気通信大学在学中、関西学連から“第1回レフェリースクール”に誘われ、審判の道を目指し始める。1997年に1級審判員登録。2004年からはJ1リーグの主審として活動している。
2005年に国際主審に登録されたが、大陸間プレーオフで第4審を担当した際、主審の吉田寿光をサポートできず、PKの誤審を招き、2006年に一度国際主審を外れた。しかし、2007年より再び国際主審として活動することになった。2011年、再び国際主審を外れ、代わりに山本雄大が国際主審となった。2008年から、スペシャルレフェリー（SR、現プロフェッショナルレフェリー：PR）となる。
2023年限りで1級審判員としての活動を終了し、日本サッカー協会審判委員会の指導者（関西地区担当）に就任した。

## 挿話
- プロ審判になる前はせんりひじり幼稚園（豊中市）で幼稚園教諭と並行しながら審判活動を行っていた[5]。
- 槙野智章曰く、見えていなかったファウルの判定に対して『ごめん、見えてなかった』と答えるなど、自分のジャッジミスは素直に認めるタイプであるという[6]。

## 経歴
- 1級審判員登録：1997年12月[7]
- Jリーグ(J1)初主審：2004年5月2日 サンフレッチェ広島対浦和レッズ戦（広島ビッグアーチ）
- Jリーグ(J1)初副審：2001年3月17日 東京ヴェルディ1969対鹿島アントラーズ戦（東京スタジアム (多目的スタジアム)|東京スタジアム）
- Jリーグ(J2)初主審：2003年9月13日 ヴァンフォーレ甲府対湘南ベルマーレ戦（山梨県小瀬スポーツ公園陸上競技場）
- Jリーグ(J2)初副審：1999年4月11日 サガン鳥栖対大分トリニータ戦（佐賀県総合運動場陸上競技場）
- Jリーグ(J3)初主審：2016年7月16日 鹿児島ユナイテッドFC対栃木SC戦（鹿児島県立鴨池陸上競技場）
- Jリーグ(カップ戦)初主審：2004年5月29日 名古屋グランパスエイト対アルビレックス新潟戦（名古屋市瑞穂陸上競技場）
- Jリーグ(カップ戦)初副審：2002年5月6日 京都パープルサンガ対横浜F・マリノス戦（京都市西京極総合運動公園陸上競技場兼球技場）

## 議論を呼んだ判定
2019年7月13日に行われたJ1第19節・横浜F・マリノスvs浦和レッズ（日産スタジアム）戦で主審を務めた際、後半14分の横浜FMMF遠藤渓太のクロスからゴール前にいた横浜FMFW仲川輝人と浦和MF宇賀神友弥が絡みながらボールがゴールに吸い込まれる。このとき、松尾は副審の田尻智計からの連絡により仲川がオフサイドの位置にいたことは把握できていたが、仲川と宇賀神のどちらに当たってゴールしたかは松尾をはじめとした審判団全員が目視で確認できなかったため「ボールがゴールに入った」という事実を基に得点を認めた。その後、もう一人の副審の相樂亨が第四審の大坪博和に指示して運営担当者に「得点者は誰か」と確認させ、「仲川の得点」であることを松尾に伝える（この時点で相樂は運営担当者に確認した情報であることは伝えなかった）と、松尾は一旦は仲川のオフサイドによりゴール取り消しの判断を下す。しかし、相楽と大坪が運営担当者に確認してそのことを判断したことが判ると、松尾はサッカー競技規則に照らして「審判団以外の情報で（反則か否かを）判断してはいけない」と再度当初の判定に戻し「（仲川の）ゴール」としたため、大きな混乱を生じた。さらに、この経緯について松尾が両チームに説明する際の「得点者を特定したのは運営であり、我々審判員ではない。だからその情報を元にジャッジを変えることはできない。」と言う旨の発言が、選手サイドには運営がジャッジを決めているかのような発言と誤解されてしまっため、結果的にさらなる混乱を招いた。
この一連の騒動に関して、日本サッカー協会審判委員会は2019年7月17日、松尾に対して1ヶ月の試合割り当て停止処分、判定の根拠として外部の情報を取りにいった相楽と大坪に対して1ヶ月の資格停止処分、また田尻にも1試合の試合割り当て停止処分を下した。

## 決勝担当
| 開催年月日     | 大会                                               | 対戦カード             | 対戦カード       | 結果        | 会場                         | 担当  |
| -------------- | -------------------------------------------------- | ---------------------- | ---------------- | ----------- | ---------------------------- | ----- |
| 2005年2月26日  | ゼロックススーパーカップ 2005                      | 横浜F・マリノス        | 東京ヴェルディ   | 2-2 (PK4-5) | 横浜国際総合競技場           | 第4審 |
| 2008年1月1日   | 第87回天皇杯全日本サッカー選手権大会               | サンフレッチェ広島     | 鹿島アントラーズ | 0-2         | 国立競技場                   | 第4審 |
| 2008年1月14日  | 第87回全国高等学校サッカー選手権大会               | 藤枝東                 | 流経大柏         | 0-4         | 国立競技場                   | 主審  |
| 2014年12月7日  | 2014 J1昇格プレーオフ                              | ジェフユナイテッド千葉 | モンテディオ山形 | 0-1         | 味の素スタジアム             | 主審  |
| 2016年11月29日 | 明治安田生命2016Jリーグチャンピオンシップ（第1戦） | 鹿島アントラーズ       | 浦和レッズ       | 0-1         | 県立カシマサッカースタジアム | AAR   |
| 2017年1月1日   | 第96回天皇杯全日本サッカー選手権大会               | 鹿島アントラーズ       | 川崎フロンターレ | 2-1         | 市立吹田サッカースタジアム   | 主審  |
| 2017年11月4日  | 2017 JリーグYBCルヴァンカップ                      | セレッソ大阪           | 川崎フロンターレ | 2-0         | 埼玉スタジアム2002           | AAR   |
| 2018年12月9日  | 天皇杯 JFA 第98回全日本サッカー選手権大会          | 浦和レッズ             | ベガルタ仙台     | 1-0         | 埼玉スタジアム2002           | AAR   |
| 2019年12月14日 | 2019 J1参入プレーオフ                              | 湘南ベルマーレ         | 徳島ヴォルティス | 1-1         | Shonan BMW スタジアム平塚    | VAR   |